# John Surtees
John Surtees MBE (11. února 1934 Tatsfield – 10. března 2017 Londýn) byl britský motocyklový a automobilový závodník. Jako pilot Formule 1 se stal mistrem světa v roce 1964. Zůstává jediným člověkem, který dokázal vyhrát také mistrovství světa silničních motocyklů.
Celkem získal na mistrovství světa silničních motocyklů 7 titulů (3 tituly v třídě 350 cm³ (rok 1958,1959 a 1960), 4 tituly v třídě 500 cm³ (rok 1956, 1958, 1959 a 1960). Ke konci své jezdecké kariéry založil po vzoru Jacka Brabhama a Bruce McLarena vlastní tým formule 1. Vozy značky Surtees sice vydržely ve vrcholné disciplíně automobilových závodů řadu sezon, na rozdíl od Brabhamu a McLarenu však nikdy nevyhrály Mistrovství světa konstruktérů F1 ani závod započítaný do mistrovství světa, vozy nepatřily k absolutní špičce. Největším úspěchem týmu bylo osmé místo v Mistrovství světa jezdců F1, které v roce 1972 dosáhl Mike Hailwood.

## Formule 1
- 1960 Lotus – 14. místo, 6 bodů
- 1961 Cooper – 12. místo, 4 body
- 1962 Lola – 4. místo, 19 bodů
- 1963 Ferrari – 4. místo, 22 bodů
- 1964 Ferrari – Mistr světa, 40 bod
- 1965 Ferrari – 5. místo, 17 bod
- 1966 Ferrari a Maserati – 2. místo, 28 bodů
- 1967 Honda – 5. místo, 20 bodů
- 1968 Honda – 7. místo, 12 bodů
- 1969 BRM – 11. místo, 6 bodů
- 1970 McLaren – 18. místo, 3 body
- 1971 Surtees – 19. místo, 3 body
- 1972 Surtees – neumístil se, 0 bodů